# Atlantikwald-Reisratte
Die Atlantikwald-Reisratte (Hylaeamys laticeps) ist ein im östlichen Brasilien verbreitetes Nagetier in der Familie der Wühler. Die Population wurde längere zeit als Synonym in Hylaeamys megacephalus eingeordnet. Vor Einführung der Gattung Hylaeamys zählte die Art zu den Reisratten (Oryzomys).

## Merkmale
Mit einer Kopf-Rumpf-Länge von 122 bis 174 mm und einer Schwanzlänge von 100 bis 157 mm ist die Art eine große Reisratte. Typisch sind kräftige Hinterfüße und kleine Haarbüschel an den Zehen. Oberseits ist kurzes borstiges Fell vorhanden, das zwischen gelbbraun und graubraun variiert, wobei einige dunkelbraune Haare eingemischt sind. Auf dem Bauch ist das Fell heller und mehr grau. Bei diesem Nagetier ist der erste Teil des Schwanzes unterseits heller und die zweite Hälfte ist einfarbig. Die Ohren sind durch wenige rotbraune Haare gekennzeichnet. Verschiedene Abweichungen des Schädelbaus unterscheiden die Art von anderen Gattungsvertretern.

## Verbreitung und Lebensweise
Die Art lebt im Osten Brasiliens zwischen den Bundesstaaten Bahia und Rio de Janeiro. Sie bewohnt das Hügelland der Ökoregion Mata Atlântica zwischen 100 und 300 Meter Höhe. Die besuchten Wälder können sumpfig und verändert sein.
Die nachtaktiven Exemplare treten in einigen Regionen häufiger als ähnlich große Nagetiere auf. Andere Aspekte des Verhaltens entsprechen vermutlich anderen Gattungsmitgliedern.

## Gefährdung
Regional kann sich die Umwandlung der Wälder in Ackerland und Wohngebiete negativ auswirken. Die IUCN listet Atlantikwald-Reisratte aufgrund einer stetigen Populationsabnahme als gefährdet (vulnerable).